# 玫巧豚属
玫巧豚属（学名：Septemtriocetus）是鼠海豚科下已滅絕的一个属，化石發現於比利時。

## 下属物种
本属包括以下物种：
- 鲍氏玫巧豚 Septemtriocetus bosselaersi Lambert, 2008[2]